# Laura Carvajal
Pour les articles homonymes, voir Carvajal.
Laura Carvajal, née le 15 novembre 1975, est une taekwondoïste équatorienne.

## Carrière
Elle remporte la médaille de bronze des Championnats panaméricains de taekwondo 2002 à Quito.